# Ucisk nadłonowy
Ucisk nadłonowy – nieinwazyjny manewr stosowany podczas porodu przy uwalnianiu barków płodu i powinien być brany pod uwagę jako manewr drugiego wyboru, ponieważ jego zastosowanie może spowodować złamanie obojczyka.
Zanim wykona się ucisk nadłonowy, należy opróżnić pęcherz moczowy matki, aby uniknąć jego urazu i przeszkody w rotacji barków. Manewr polega na delikatnym ucisku pięścią lub podstawą dłoni w stosunku do pleców płodu i kierowaniu nacisku w stronę linii środkowej ciała płodu – należy pamiętać, że w tej fazie porodu płód zwykle leży grzbietem do góry i wstawia się do wchodu miednicy barkami w wymiarze poprzecznym i właściwy kierunek ucisku jest od strony grzbietu płodu na przedni bark płodu w kierunku miednicy matki. 
Istotne jest to, aby wcześniej dokładnie określić pozycję płodu, w przeciwnym razie można spowodować pogorszenie się i tak już trudnej sytuacji. Np. jeżeli grzbiet płodu leży po stronie lewej matki, nacisk należy skierować na przedni bark płodu, który jest barkiem prawym w kierunku prawej strony matki.